# リャナンシー
リャナンシー（アイルランド：Leannán-Sídhe、マン島：Lhiannan-Shee）は、アイルランドとマン島に伝えられる妖精である。名前の原意は「妖精の恋人」。
キャサリン・ブリッグズの『妖精事典』を始めとして、多くの事典がアイルランドのものとマン島のものを区別して立項し、またそれぞれの伝承にも異同があるが、現代において最もよく知られている解釈は、芸術家に愛を求めて取り憑き創造の霊感を与える代わりに、生気あるいは血を吸って衰弱させ短命に至らしめる、吸血鬼・サキュバス的性格とムーサの役割を併せ持つ妖精、というものである。

## アイルランドのリァノーンシー[注 1]

### ジェーン・ワイルドによる解釈
アイルランドの詩人でアイルランドの民族運動の支持者、民話を収集したジェーン・ワイルド（オスカー・ワイルドの母）は Ancient legends, Mystic Charms & Superstitions of Ireland (1888) において、悲運を予告する死の精のバンシーと対となる、詩人や歌い手に霊感を与える生命の精とリァノーンシーを説明している。
リァノーンシーが生命の精としての力を吹き込んだ女性詩人エーダインの言葉は、マンスターの王ユージーンの勝利を助け、王が国民の信を失い危機にあったときも王を成功へ導いたという。

### W・B・イェイツによる解釈
現代に最も普及しているリャナンシーの解釈には、アイルランドの詩人で民族運動の支持者、民話を収集した W・B・イェイツの Fairy and Folk Tales of the Irish Peasantry (1888)（邦題『ケルト妖精物語』）と Irish Fairy Tales (1892)（邦題『ケルト幻想物語』）の記述が大きく影響を与えている。
イェイツはリァノーンシーをひとり暮らしの妖精たち（The Solitary Fairies）に分類し、以下のように説明する。
This spirit seeks the love of men. If they refuse, she is their slave; if they consent, they are hers, and can only escape by finding one to take their place. Her lovers waste away, for she lives on their life. Most of the Gaelic poets, down to quite recent times, have had a Leanhaun Shee, for she gives inspiration to her slaves and is indeed the Gaelic muse—this malignant fairy. Her lovers, the Gaelic poets, died young. She grew restless, and carried them away to other worlds, for death does not destroy her power.

日本語訳

この霊（スピリット）は人間の男の愛を探し求める。もし男が拒めば、彼女たちは奴隷のように男にかしずき、もし男が受け入れれば男は彼女のものとなり、自分の代わりとなる別の男が見つかるまで、彼女から逃れられなくなる 。恋人たちは弱り衰えてゆく。なぜなら、リャナン・シーは恋人たちの命を吸い取ることで、生きているのだ。ごく最近まで、ほとんどのゲールの詩人はリャナン・シーの恋人だった。というのは、この悪の妖精は、自分の虜になったものに霊感を与えるまごうことないゲールの詩神（ミューズ）なのである。彼女の恋人であるゲールの詩人たちは年若くして死ぬ。彼女の心は騒ぎだし、詩人を別の世界へ連れ去ってしまう。というのは、死も彼女の支配力を妨げることはないからだ。—W・B・イェイツ（日本語訳は井村君江 『ケルト妖精物語』）、Irish Fairy Tales

### その他の伝承
アイルランド民族運動の支持者で民話を収集したオーガスタ・グレゴリーは、Gods and Fighting Men (1904) において Manannan の娘 Aine は、詩や音楽の贈り物をしてしばしば男に愛を捧げたので、男たちは彼女をリァノーンシー、妖精の恋人と呼んだと説明する。
ジョン・オドノヴァン採集の、トーリー島のバロールについての民間伝承では、豊穣の牝牛グラス・ガヴナンをバロールに盗まれたマク・キニーリー（他伝承のキアンに相当）を超自然的な力で助ける使い魔（familiar sprite）として登場する。伝承中では山のビローグともバンシーとも呼ばれる。

## マン島のラナンシー[注 1]
マン島の民間伝承では、黄色いシルクのローブを着た美女の姿で島の井戸や泉に現れる一種の吸血鬼・サキュバスとして伝えられる。狙った若者に取り憑いていつもついて回るが、そのたまらなく美しい姿は他の者には見えない。誘惑に負ければ、取り憑かれた男は身も心も憔悴しきり死ぬことになる。
アイルランドのリァノーンシーと比べて、人に対して悪意ある妖精という性格が強いが、フィッチャーという一族の守護霊となり「妖精杯」と呼ばれる水晶杯を与えたという伝承もある。毎年クリスマスごとに一族はラナンシーを讃えて乾杯した。妖精杯を持つ限り一族は栄え続けるとされていたが、この伝承が採録された時にはすでに杯はベーコンという一族の下に渡っており、フィッチャー一族は途絶えてしまっていたという。
この妖精杯は、ノルウェーの王マグヌスがマン島にもたらした「平和の杯」だとする伝承もある。マグヌス王は聖オーラヴの眠る聖堂を侵し、清らかな遺体のかたわらにあった美しい水晶の杯を持ち去った。翌晩、王国と命を失うかノルウェーを出るかどちらかを選べと夢のお告げで聖オーラヴに迫られたマグヌス王は、艦隊を編成し海に出てマン島を住処に決める。そして平和の妖精ラナンシーが杯を決して離れずに守るこの「平和の杯」をダグラスの近くの砦に置いたという。

## 創作文化の中のリャナンシー
現代にも歌い継がれるアイルランド民謡 My Lagan Love は、「恋を煩うリャナンシーのように 彼女は私の心を虜にする（And like a love-sick lennan-shee / She has my heart in thrall）」と唄う。英詞はアイルランドの詩人ジョセフ・キャンベルに帰せられる。
ヤマザキコレの漫画『魔法使いの嫁』5巻では、あと数日の命となった妖精を見ることができない老人ジョエルと、ジョエルに与える才能を見い出せず長年憑いていた妖精リャナン・シーの願いを叶えるために、主人公チセが奔走する。
ジョン・バー監督の2017年のホラー映画 Muse（邦題:ボディヒート・サーガ 魔性伝説）はリャナンシー伝説を下敷きに、謎の美女に魅入られた売れない画家の辿る運命を描く。
その他、ドレスデン・ファイル、女神転生シリーズ、東京放課後サモナーズなど現代のファンタジー作品の中にリャナンシーをモチーフにしたキャラクターは多く登場する。